# Trip the Light Fantastic
Trip the Light Fantastic це третій альбом англійської співачки Софі Елліс-Бекстор. Був випущений 21 травня 2007 року відразу після випуску двох синглів: «Catch You» і «Me and My Imagination». Альбом був доступний для завантаження в інтернеті за три дні до випуску у Великій Британії.

## Список пісень
1. «Catch You»
2. «Me And My Imagination»
3. «Today The Sun's On Us»
4. «New York City Lights»
5. «If I Can't Dance»
6. «The Distance Between Us»
7. «If You Go»
8. «Only One»
9. «Love Is Here»
10. «New Flame»
11. «China Heart»
12. «What Have We Started?» — польський диск (12)
13. «Can't Have It All» — бонус англійської версії
14. «Supersonic» — бонус англійської версії

## Сингли
1. «Catch You» — #8 UK
2. «Me and My Imagination» — #23 UK
3. «Today The Sun's On Us» — #64 UK